# Dromaeolus germanus
Dromaeolus germanus är en skalbaggsart som beskrevs av Sharp 1908. Dromaeolus germanus ingår i släktet Dromaeolus och familjen halvknäppare. Inga underarter finns listade i Catalogue of Life.